# Кам'янський державний історико-культурний заповідник
Кам'янський державний історико-культурний заповідник — історично-культурний комплекс об'єктів Черкащини, до якого входить літературно-меморіальний музей О. С. Пушкіна та П. І. Чайковського, історичний музей та картинна галерея. Також входять чотири пам'ятки історії та архітектури державного значення: флігель садиби Давидових (Зелений будиночок), водяний млин, Парк початку ХІХ ст., закладений наприкінці XVIII ст. та архітектурна прикраса цього парку — грот, також побудований в кінці XVIII ст. 

## Літературно-меморіальний музей О. С. Пушкіна та П. І. Чайковського

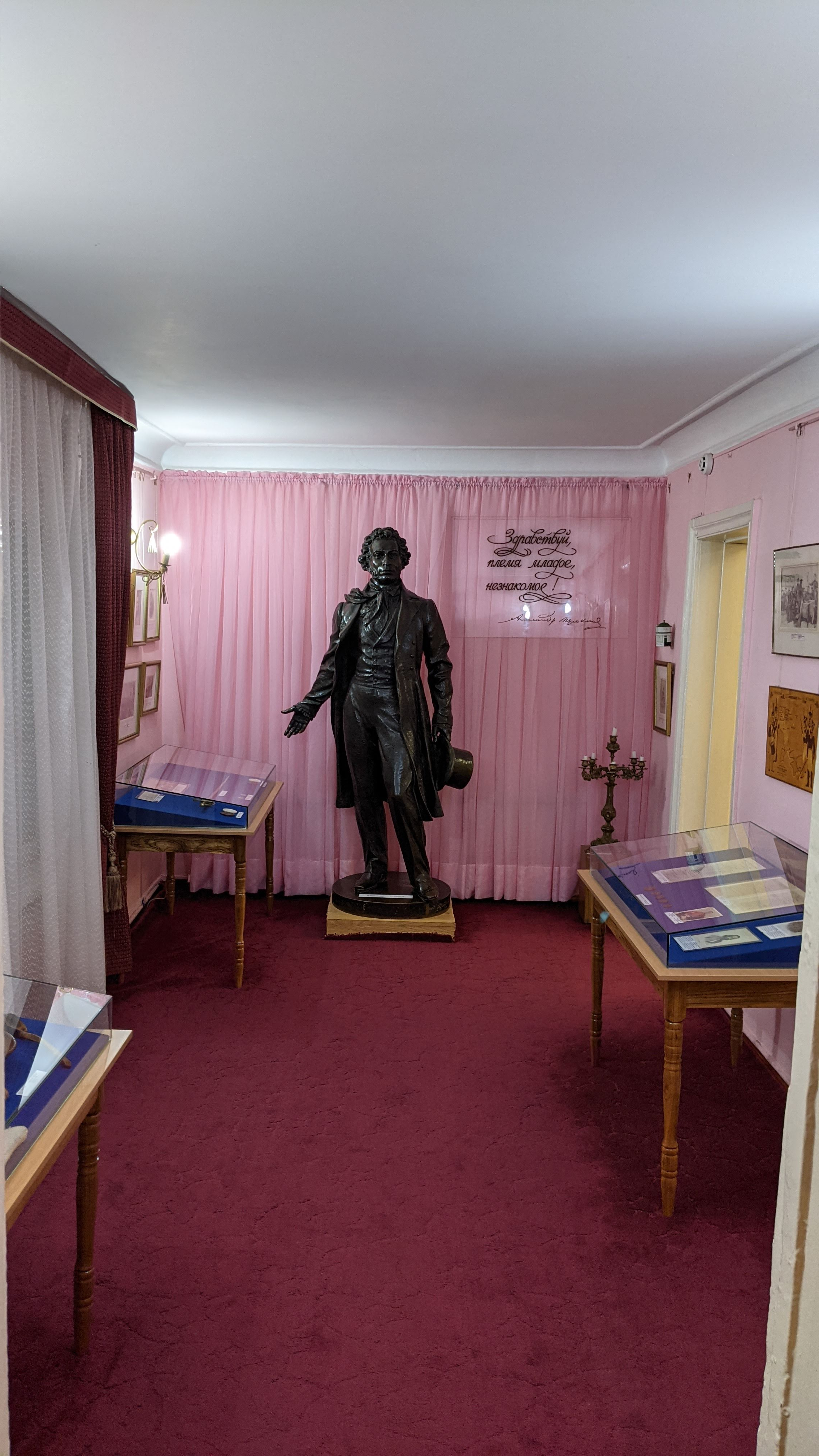
Відділ присвячений Пушкіну

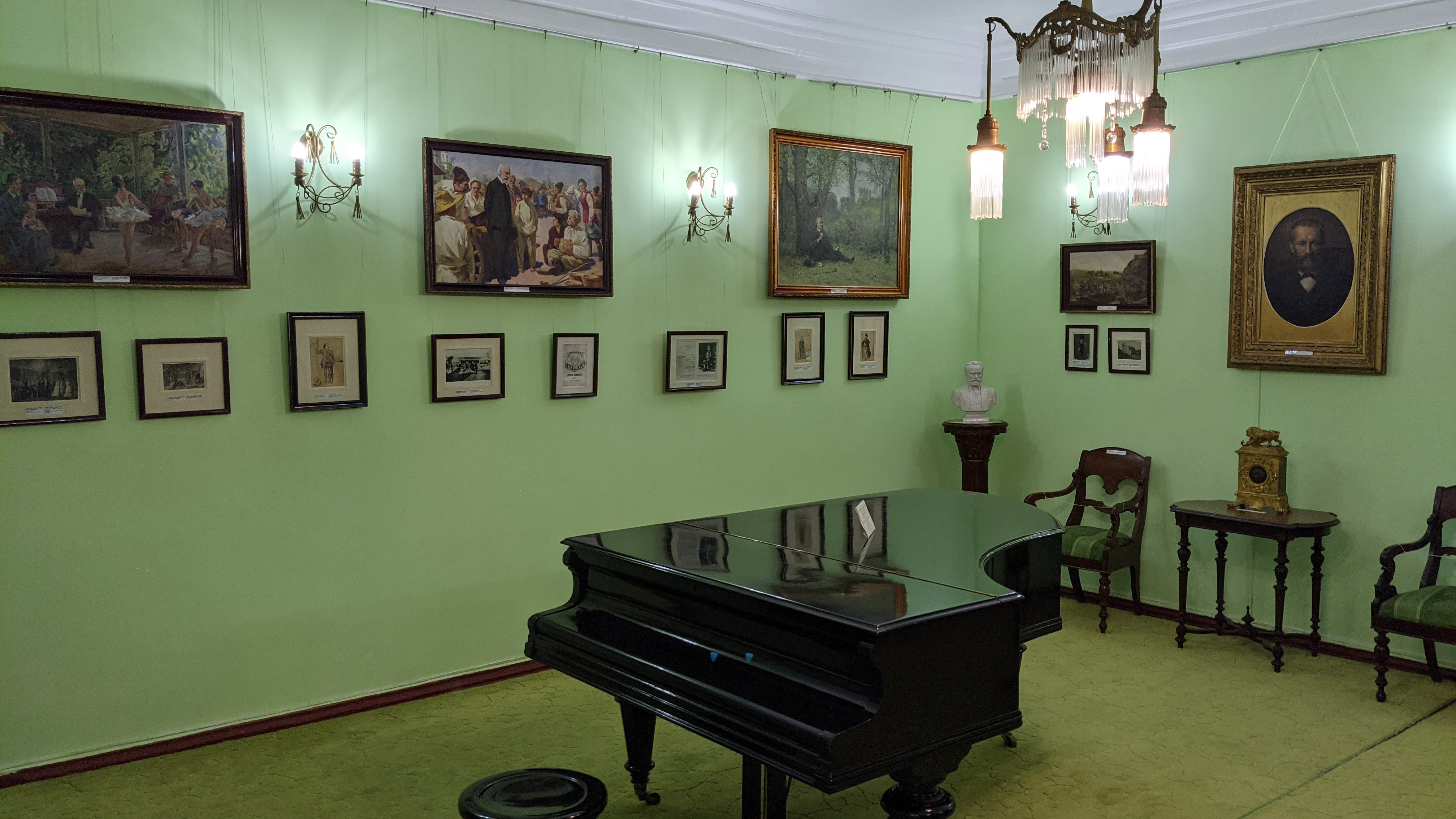
Відділ присвячений Чайковському

Літературно-меморіальний музей О. С. Пушкіна та П. І. Чайковського, заснований у лютому 1937 року, розміщений в одному з флігелів колишньої садиби Давидових, так званому Зеленому будиночку, спорудженому на початку XIX ст. Цей будиночок відвідували видатні герої Французько-російської війни 1812 року Денис Давидов, Микола Раєвський, Михайло Орлов. Також в ньому проводили свої наради декабристи.
Відділ музею, присвячений П. І. Чайковському, розповідає про особливу роль, яку відіграла Кам'янка в житті композитора.
В експозиції літературно-меморіального музею О. С. Пушкіна та П. І. Чайковського представлені меморіальні речі родини Давидових, особисте піаніно П. І. Чайковського, прижиттєвий портрет композитора, написаний у Кам'янці та інші особисті речі письменника та композитора.

## Історичний музей
Історичний музей розташований в колишньому будинку сестри П. І. Чайковського, де композитор жив під час свого перебування в Кам'янці.
Будинок побудований у середині XIX ст. В 20-х роках XX ст. в будинку розташовувався Кам'янський відділ чекістів, пізніше поліклініка, потім Дитяча музична школа ім. П. І. Чайковського. Історичний музей було відкрито в 1995 році.
Музей має 7 залів:
- Меморіальний зал П. І. Чайковського.
- Зал стародавньої історії.
- Зал визвольних змагань 1917—1921 рр.
- Зал українського побуту та етнографії.
- Зал розвитку культури XX ст.
- Зал Другої світової війни.
- Зал сучасності.

В експозиції зібрано близько 2500 експонатів, які розповідають про історію Черкащини та України в цілому, з періоду палеоліту (30–50 тис. років тому) до сьогодення. Серед них унікальні знахідки з розкопок археологів, цікаві скарби XVII ст., нумізматична колекція, яка охоплює час з XIX по XX ст.
У 1997 році в музеї було відкрито єдину на території Черкаської області експозицію, що розповідає про період Визвольних змагань України у 1917–1921 роках і, зокрема, про діяльність Холодноярської республіки. Цікава колекція періоду Другої світової війни, де представлені зразки зброї, військового спорядження та реліквії війни.

## Картинна галерея
Картинна галерея розташована в приміщенні історичного музею. Серед її експонатів присутні роботи українських художників таких, як Заслужений майстер народної творчості України Макар Муха та Заслужений художник України Павло Куценко. Тут також експонуються роботи сучасних місцевих художників, влаштовуються виставки художників та майстрів народної творчості з різних куточків України.

## Галерея

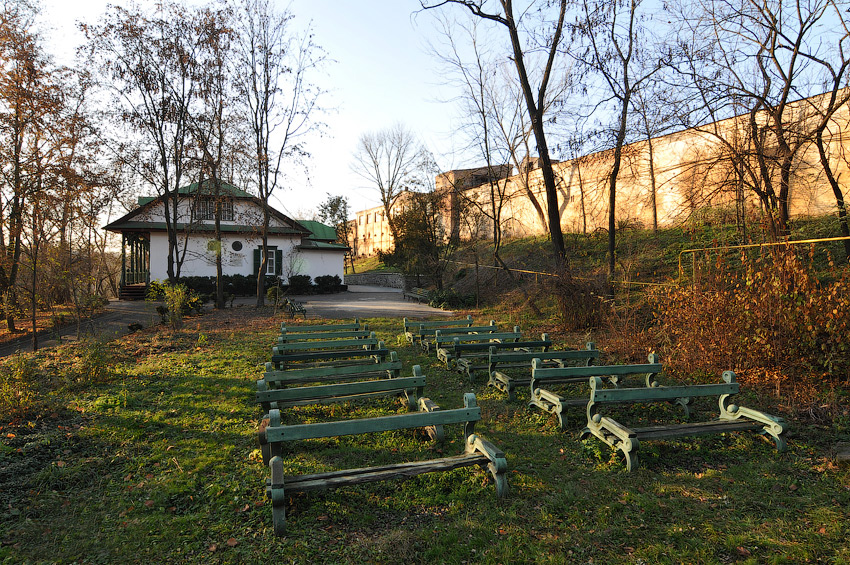
Залишки садиби Давидових у м. Кам'янка, Зелений будиночок
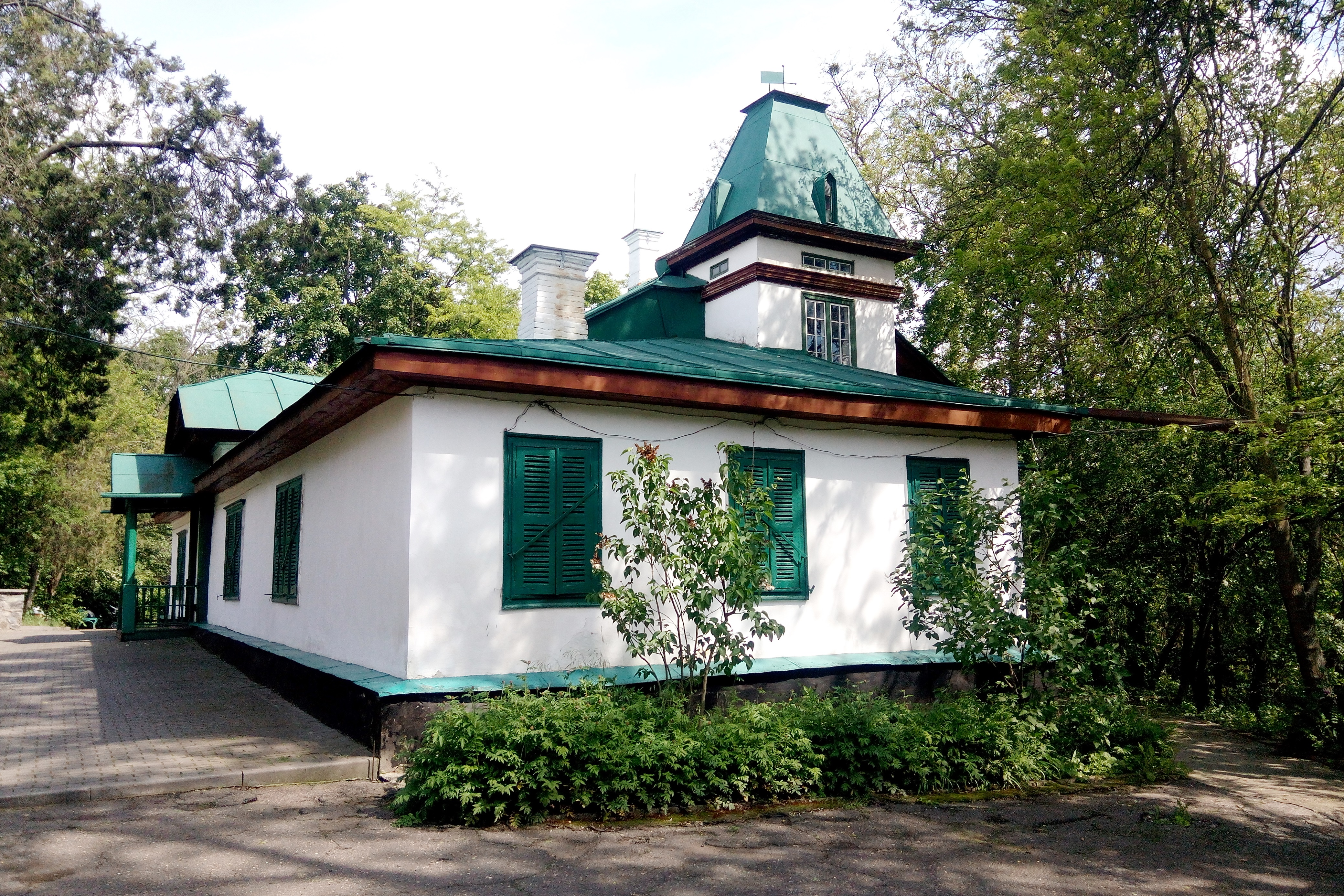
Зелений будиночок
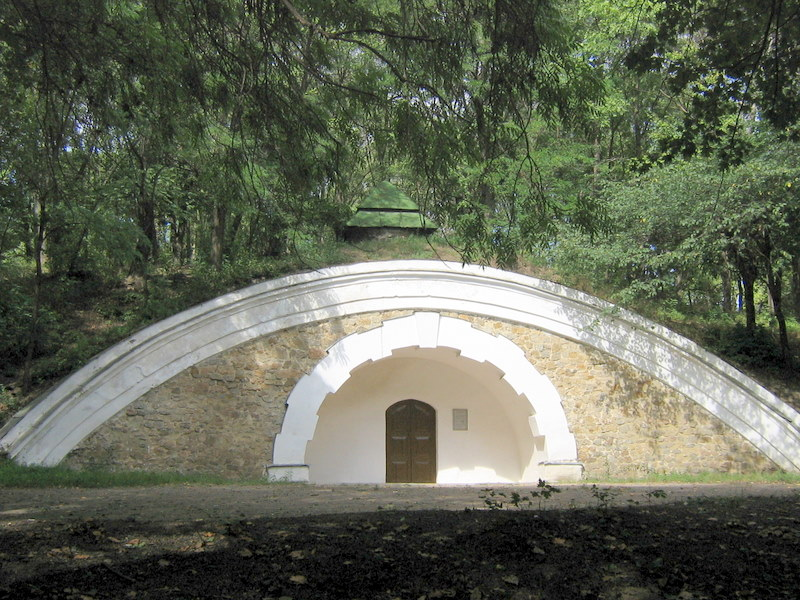
Грот в парку
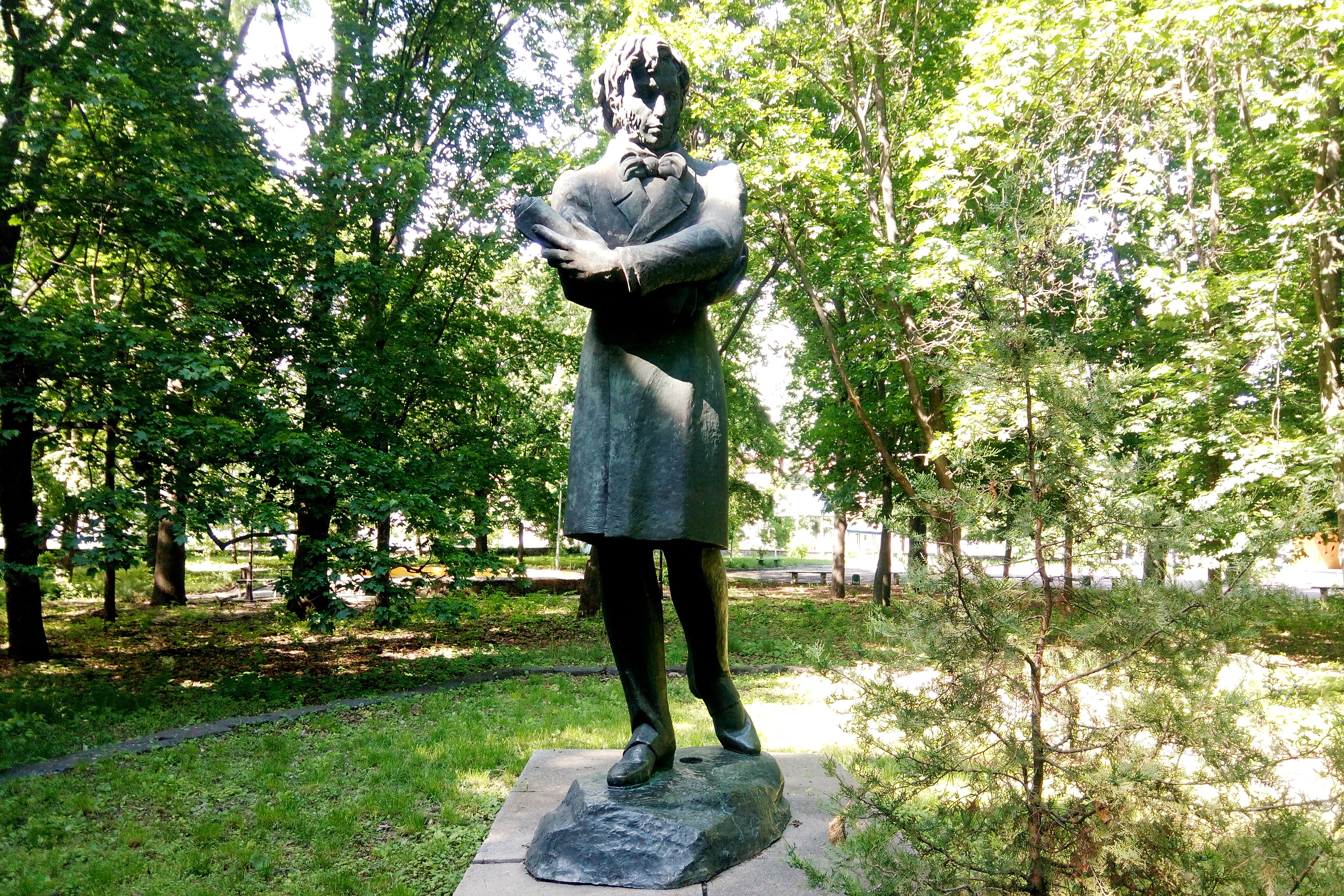
Пам'ятник Пушкіну
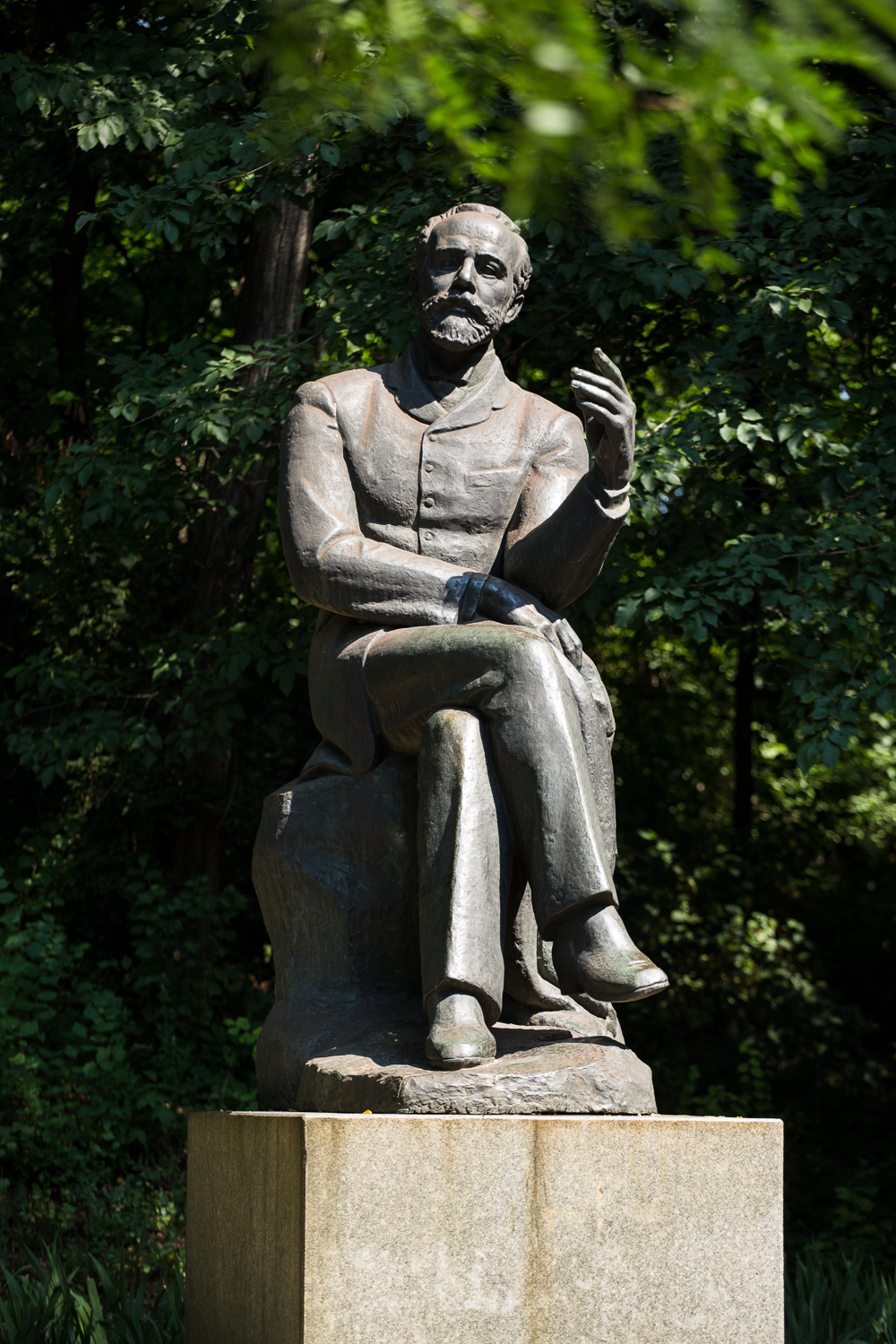
Пам'ятник Чайковському
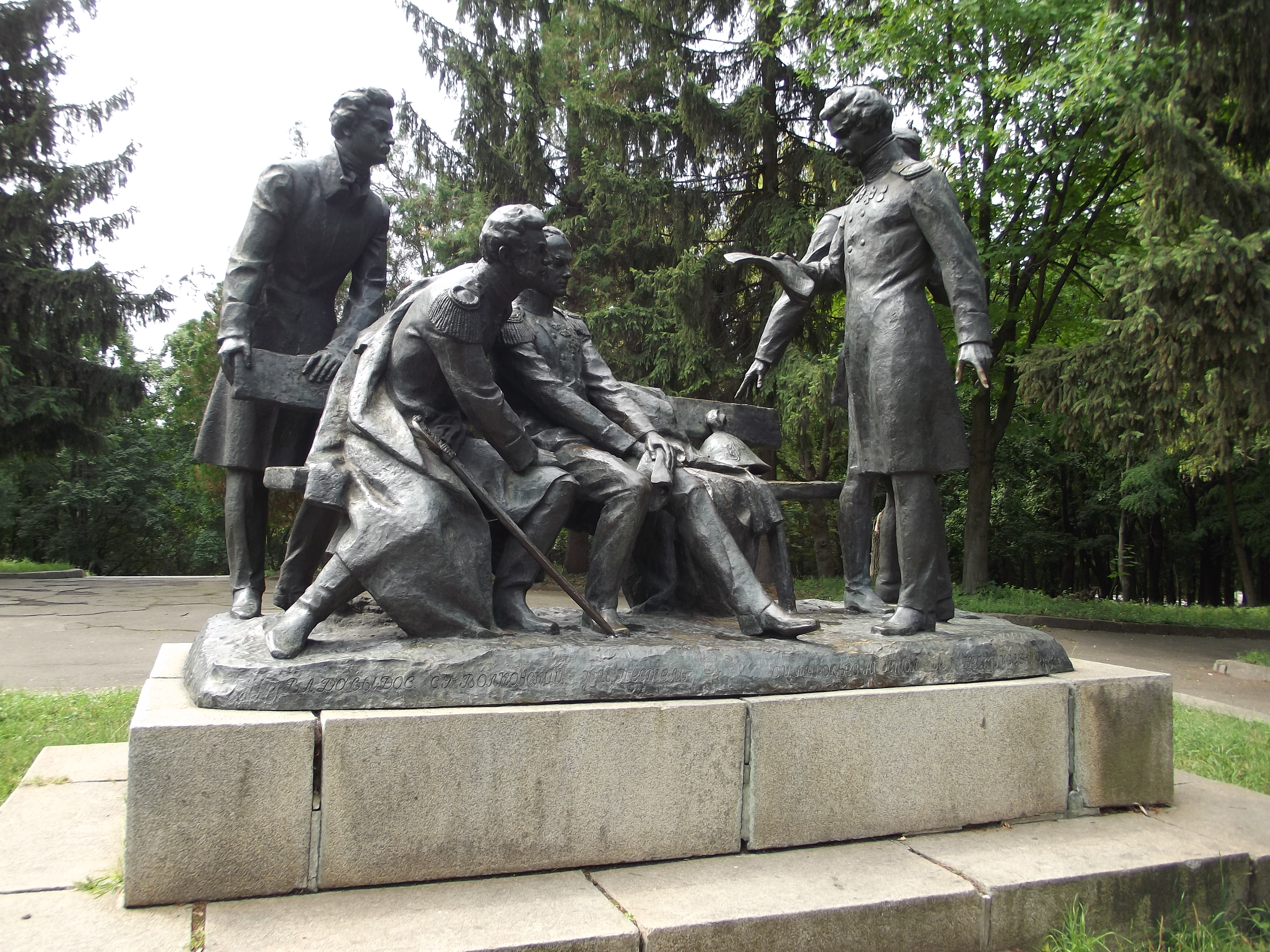
Пам'ятник декабристам
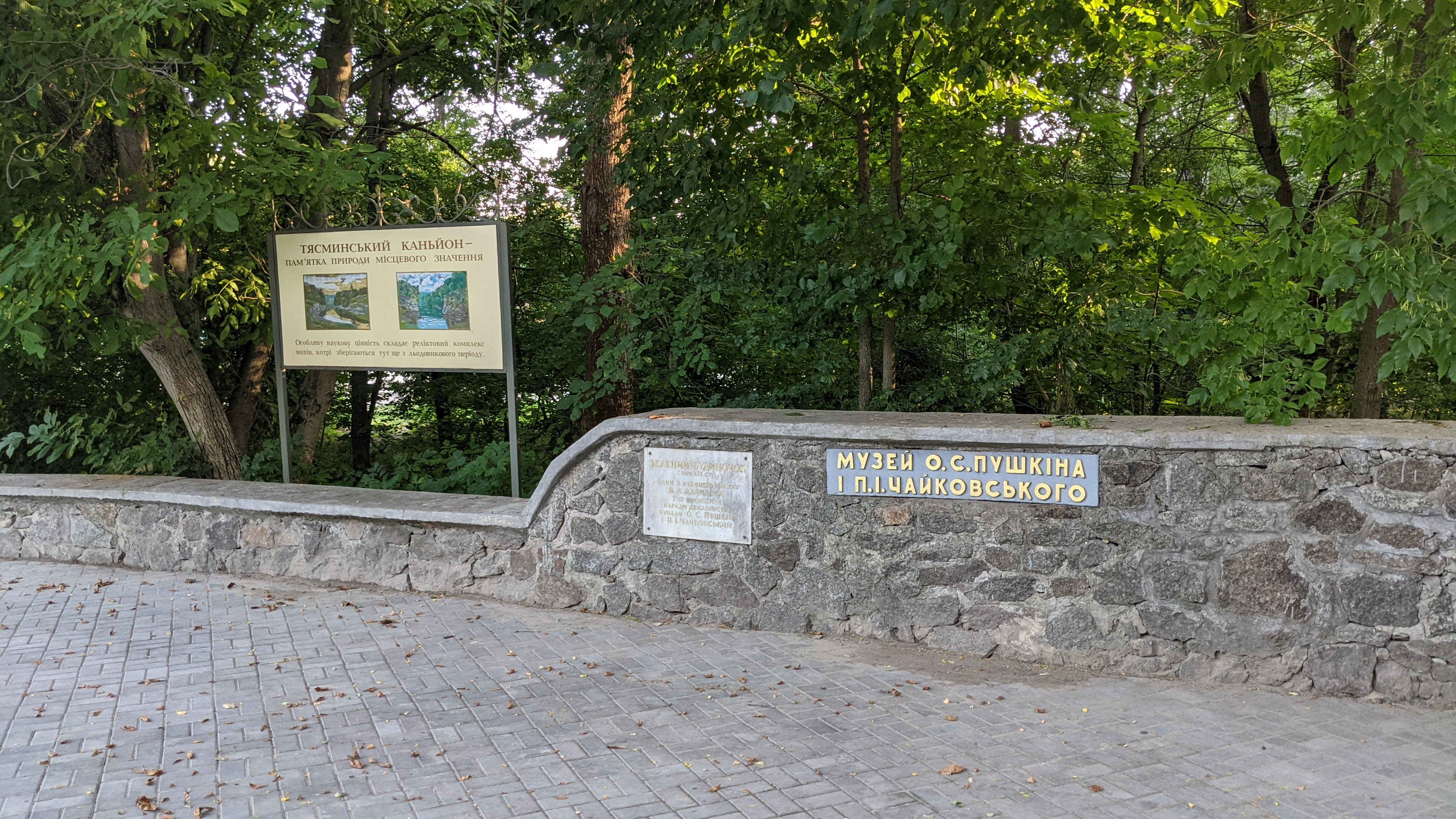
Парк початку ХІХ ст. біля музею